# Syndrome (personnage)
 (juillet 2025).
Pour les articles homonymes, voir Syndrome (homonymie).
Syndrome est un personnage de fiction de la société Pixar.
Il apparaît dans le long-métrage Les Indestructibles (2004), dans lequel il tient le rôle du « méchant ».
La voix française de ce personnage est donnée par Bruno Salomone. 
Il ressemble par certains côtés au personnage de Lex Luthor, dans Superman.

## Histoire
Au début du dessin animé, alors qu'il est enfant, le spectateur le découvre comme étant le jeune Buddy Pine, qui a une grande admiration à l'égard de M. Indestructible, disant être son « plus grand fan ». Mais M. Indestructible l’ayant rabroué parce qu’il le trouvait trop « collant », il lui voue par la suite une haine irrépressible. 
Devenu adulte, Buddy, devenu Syndrome, ne dispose pas de super-pouvoirs mais il est très intelligent. Il a créé une base secrète sur une île en pleine mer et a su s'entourer de supplétifs malfaisants.
À la fin du film, il est maîtrisé par Jack-Jack, le bébé des Indestructibles, qui révèle à cette occasion d'étonnants pouvoirs auxquels Syndrome ne s'attendait pas.
Après avoir pu se libérer de Jack-Jack, Syndrome menace les Indestructibles qu'il va revenir chercher Jack-Jack ; sur ces mots M. Indestructible lance une voiture sur son jet, lui faisant perdre l'équilibre ; la cape de Syndrome est prise par l'hélice, entraînant l'explosion du jet et la mort de ce méchant de fiction.

## Description

### Personnalité
- Si vous ne connaissez pas le sujet, laissez ce bandeau (vous pouvez alors contacter les auteurs).
- Si vous supprimez le contenu mis en cause (vous pouvez préalablement contacter les auteurs),

argumentez précisément cette suppression dans la page de discussion
(un manque de référence n'est pas un argument ; une recherche réelle de référence doit avoir été effectuée, être formellement documentée).
La personnalité de Syndrome (à savoir son insaisissable mépris des autres et le manque de conscience ou de moralité) résulte de la psychopathie. C'est un scientifique en colère voulant devenir un héros, même s'il devait créer un robot tueur conçu pour assassiner des héros afin de mettre en scène son propre acte d'héroïsme. En raison de M. Indestructible lui faisant croire qu'il ne pouvait compter sur personne que lui-même, il n'a aucune valeur de la vie humaine, ce qui a été montré quand il a laissé perdre l'Omnidroid sur une zone peuplée pour prétendre être un super-héros, a permis de tirer des missiles sur Helen, Flèche et Violet, même après avoir découvert que les deux étaient des enfants, et était prêt à risquer la sécurité de Mirage pendant le bluff de M.Indestructible, même s'il a décidé de ne pas tuer la baby-sitter de Jack-Jack et plutôt de la tromper pour donner sa garde à Jack Jack, (bien que cela puisse en partie être dû au fait qu'elle a été facilement persuadée en raison de son incapacité à gérer les pouvoirs de Jack Jack).
Syndrome était un génie des sciences, des technologies, des techniques et des mécaniques. Il possédait l'intelligence et l'ingéniosité suffisantes pour créer une variété incroyable d'armes et d'équipements. Il était également capable de créer un être sensible, conscient, incroyablement puissant et intelligent qui l'a finalement vaincu.
Mis à part son syndrome de dérangement cynique, il pense que la seule façon d'obtenir un respect était de devenir une menace. Il est également sadique, comme le montre la scène où, après avoir réalisé que Bob connaissait l'Helen de la transmission, il a immédiatement envoyé des missiles sur son avion, puis s'est moqué de leurs apparentes décès après avoir rappelé comment Bob lui avait dit qu'il travaillait seul.
Comme beaucoup de sociopathes, Syndrome est fermement convaincu que la miséricorde est une faiblesse, alors que Mirage a souligné que c'était la force de M.Indestructible. Syndrome lui-même est un jeune homme très calme, à tête ordonnée et décontractée, s'énervant rarement si jamais il perd son sang-froid. Lorsque M.Indesrtuctible vient de détruire son neuvième Omnidroid au lieu de la colère initiale, il le complimente sur son exploit en disant que c'était «impressionnant». Cela montre également quand Bob avait pris Mirage en otage et le Syndrome ne se préoccupe pas lorsqu'il menace de l'écraser après qu'il se rend compte que Bob était trop noble pour faire une telle chose, bien qu'il fût manifestement contrarié quand Mirage décida de le quitter.
Syndrome est un individu extrêmement méchant et vindicatif. Après avoir été rejeté par son ancienne idole, il s'est transformé en super-méchant mégalomaniaque. Cependant, il était encore assez intelligent car sa haine lui a permis d'être arrogant et s'est rendu compte que l'Omnidroid devrait être suffisamment perfectionné ("digne de lui" selon ses propres mots) avant de combattre Bob. En dépit de sa personnalité maléfique, le Syndrome est également montré pour avoir un côté comique, remarquant à Monsieur et Madame Indestructible qu'ils "n'avaient pas perdu leur temps" après leur mariage, et en jetant accidentellement M. Indestructible sur une falaise en essayant d'expliquer son plan à lui. Il a également dit à Kari que porter un "BS" sur une chemise était au-dessous de lui tout en expliquant pourquoi il avait un S sur sa chemise.
Cependant, il est inutile de dire qu'il a toujours été comme ça : Buddy Pine était joyeux, inventif, optimiste et intelligent, sinon un peu inquiétant et désagréable. Il était un peu obsédé par M.Indestrutible car il était membre du fan-club, connait ses phrases favorites, son style de combat et s'est autoproclamé "son plus grand fan". Il est également un enfant prodige, créant des fusées qui lui permettent de voler. Après avoir été rejeté par M.Indestructibles deux fois, ce rejet a mené Buddy dans un chemin sombre jusqu'à ce qu'il ressente un désir de vengeance. Cependant, même en tant qu'enfant, il pensait qu'être un super-héros se résumait à porter des tenues fraîches et à battre les méchants, ne montrant aucun désir réel d'aider les autres. Cela suggère qu'il pourrait devenir un anti-héros même si Bob ne l'avait pas refusé. Pour être juste, il était un enfant à l'époque, alors il n'a peut-être pas compris ce qu'était vraiment un super-héros.

### Capacités et armes
Syndrome n'a pas de super-pouvoirs. Cependant c'est un génie technologique. Quand Syndrome était encore jeune, il était un garçon doué spécialisé dans l'ingénierie technologique, puisqu'il était en mesure de créer des bottes à jeune âge. En n'ayant pas de pouvoirs, sa haute intelligence en a fait un adversaire féroce, ses compétences tactiques et ses inventions se révélant plus que suffisantes pour lui permettre de rivaliser avec M. Incredible. Syndrome a également été un ennemi formidable lorsqu'il s'agissait de construire de nombreuses technologies et armes de pointe, car il était également capable de devenir un concepteur d'armes performant.
Son arme la plus utilisée est le gantelet paralysant. En utilisant l'énergie de point zéro, Syndrome est capable de créer un champ d'énergie quantique qui empêche la majorité du mouvement du corps d'une victime. Si la peau de la victime est exposée, la portée du visage de la victime est également portée au minimum (seuls ses yeux peuvent se déplacer), et la capacité de parler est également inhibée. Le champ est déplacé par ses doigts et peut être tiré sous la forme de soufflures d'énergie et de faisceaux concentrés.
Dans ses courts jours comme IncrediBoy, Buddy a utilisé des roquettes improvisées. En tant que Syndrome, ses bottes de roquette ont été modifiées pour projeter des flammes de feu bleu. Ses bottes lui permettent de voler avec efficacité.
Il utilise également un appareil pour localiser les signaux de température, d'atmosphère et de vie dans divers endroits, et une batterie petite mais extrêmement puissante capable de provoquer des explosions.
Enfin Syndrome a conçu les Omnidroids. À ce jour, il y a eu dix versions connues de ce robot de combat. Les neuf premiers étaient des prototypes conçus pour combattre et tuer les supers. Le dixième a été utilisé dans l'opération Kronos. Tous étaient artificiellement intelligents, ce qui lui permet de résoudre tout problème rencontré;  Omnidroid v.10 a découvert que le Syndrome a utilisé un dispositif distant pour le contrôler et l'a frappé inconscient. Une autre caractéristique des omnidroïdes est qu'ils ont des yeux colorés. La seule faiblesse de l'Omnidroid est lui-même : dans le film, M. Incredible se brouille dans le fonctionnement interne d'Omnidroid 08, ce qui fait que la machine perfore sa propre coque dans une tentative vaine de pirater le héros depuis l'intérieur, et plus tard, M. Incredible lance à Omnidroid v .10 sa griffe à elle-même et les larmes à travers elle, en déchirant son noyau de puissance.